# Wang Hui

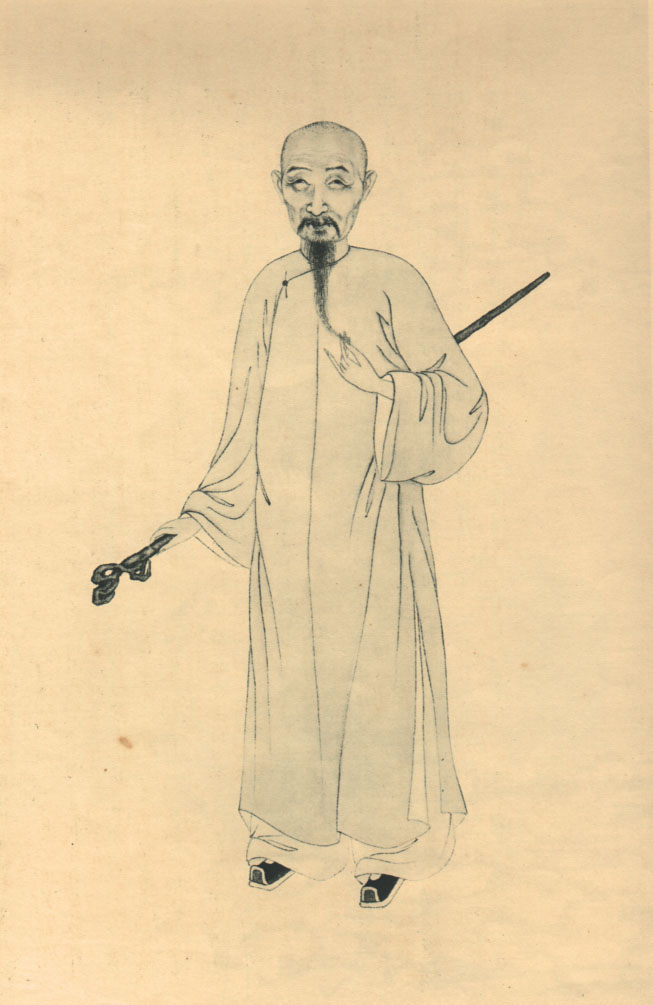
Illustratie van Wang Hui uit de Qingdai xuezhe xiangzhuan (清代学者象传), 18e eeuw

Wang Hui (traditioneel Chinees: 王翬; 1632–1717) was een Chinees kunstschilder die actief was tijdens de late Ming-periode en de vroege  Qing-periode. Zijn omgangsnaam was Shigu (石谷) en zijn artistieke naam Gengyan (耕煙).
Wang wordt gerekend tot de canon van de Zes Meesters van de vroege Qing-periode. Deze zes kunstenaars worden beschouwd als de meest toonaangevende kunstschilders van de orthodoxe stroming binnen de Zuidelijke School van onafhankelijke literati. De overig vijf waren de bloemenschilder Yun Shouping (1633–1690) en de landschapsschilders Wu Li (ca. 1632–1718) en de overige drie van de 'Vier Wangs': Wang Shimin (ca. 1592–1680), Wang Jian (ca. 1598–1677) en Wang Yuanqi (1642–1715).

## Biografie
Wang Hui werd in 1632 geboren in Changshu, in de provincie Jiangsu. Hij werd in 1651 opgenomen in het gezin van Wang Jian. Hier maakte hij kennis met Wang Shimin, destijdst de bekendste literati-schilder. Zowel Wang Jian als Wang Shimin waren in de schilderkunst onderwezen door Dong Qichang (1555–1636), en beiden gaven op hun beurt schilderles aan Wang Hui. Deze lessen omvatten vooral het kopiëren van beroemde shan shui-werken van oude meesters uit de Song- en Yuan-periode.
Wang Hui schilderde orthodox, maar onderscheidde zich door zijn ritmische penseelstreken, die gezamenlijk een gedetailleerde en complexe eenheid creëerden. De werken van Wang werden na een betrekkelijk korte tijd superieur beschouwd als die van zijn leermeesters. Aan het keizerlijk hof in Peking hield Wang van 1691 tot 1698 toezicht op de vervaardiging van een serie handrollen die de beroemde reizen van keizer Kangxi (1654–1722) door Zuid-China herdachten. Na de voltooiing van de werken trok Wang zich terug uit het publieke leven.

## Afbeeldingen

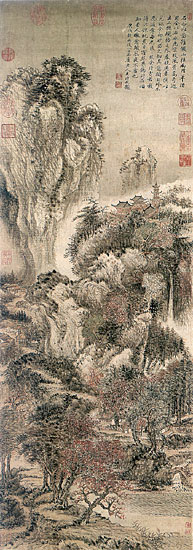
Bergen, stromen en herfstbomen
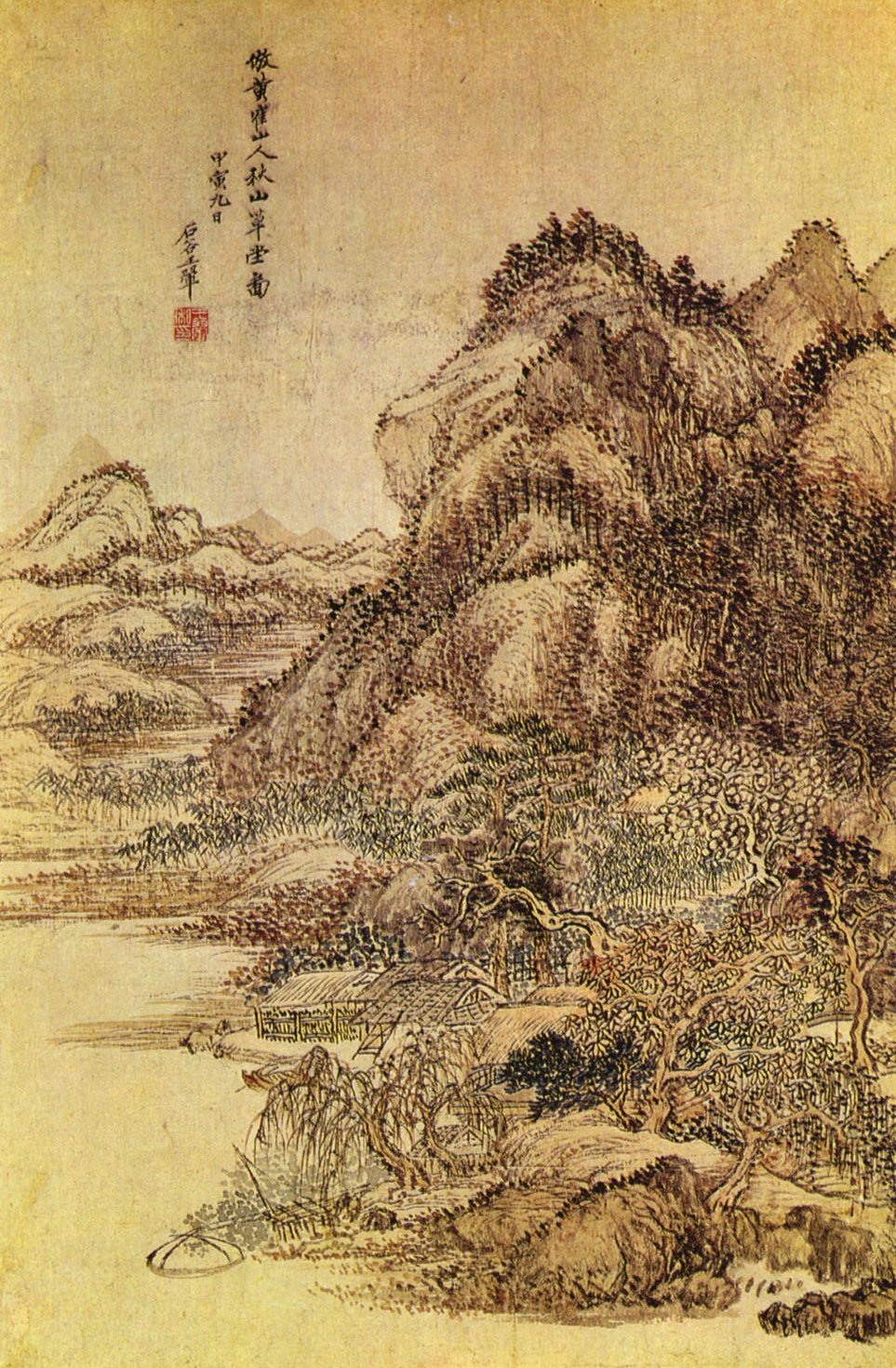
Hut in de herfstregen
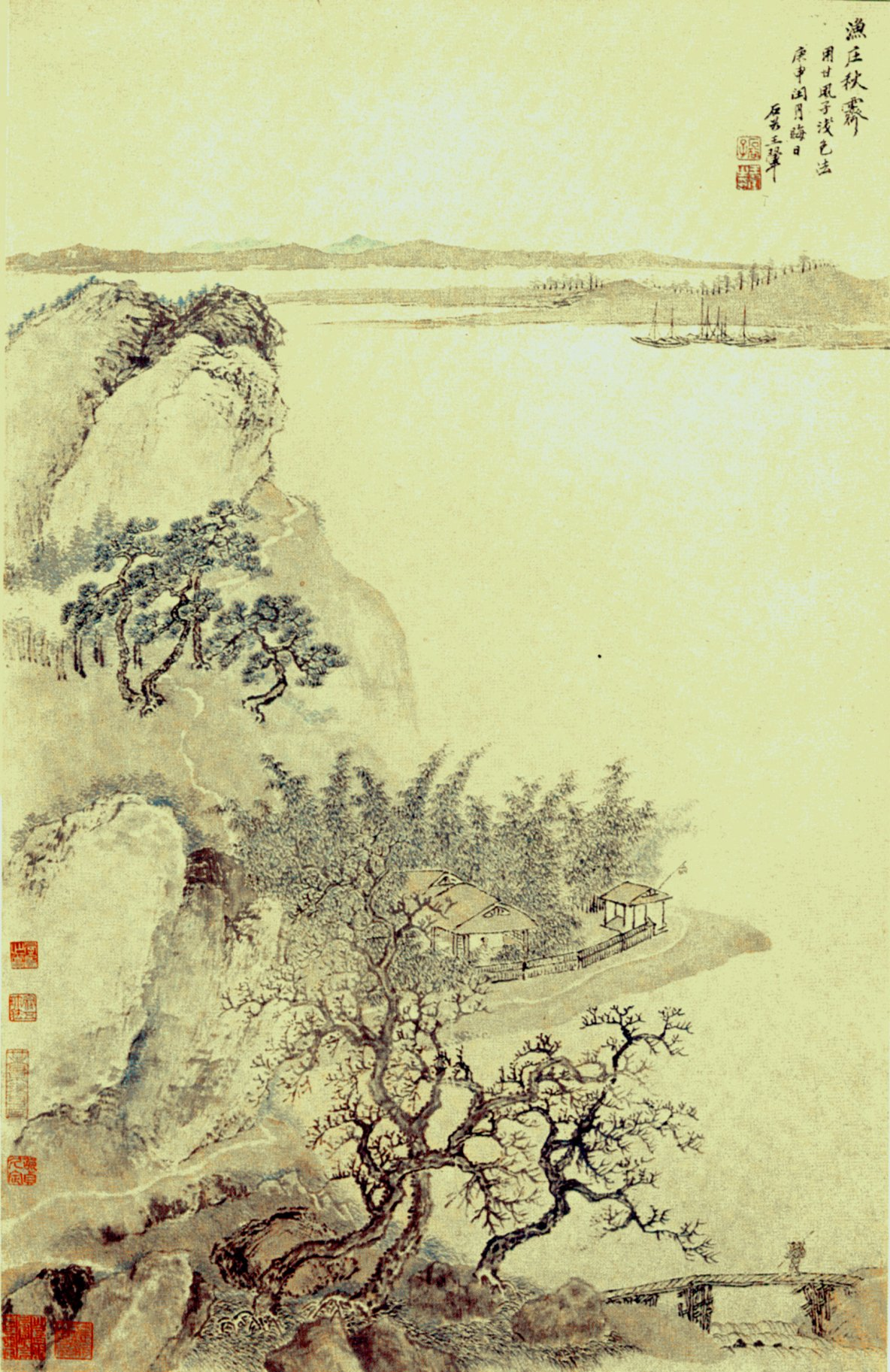
Vissershutten en opklarende luchten in de herfst
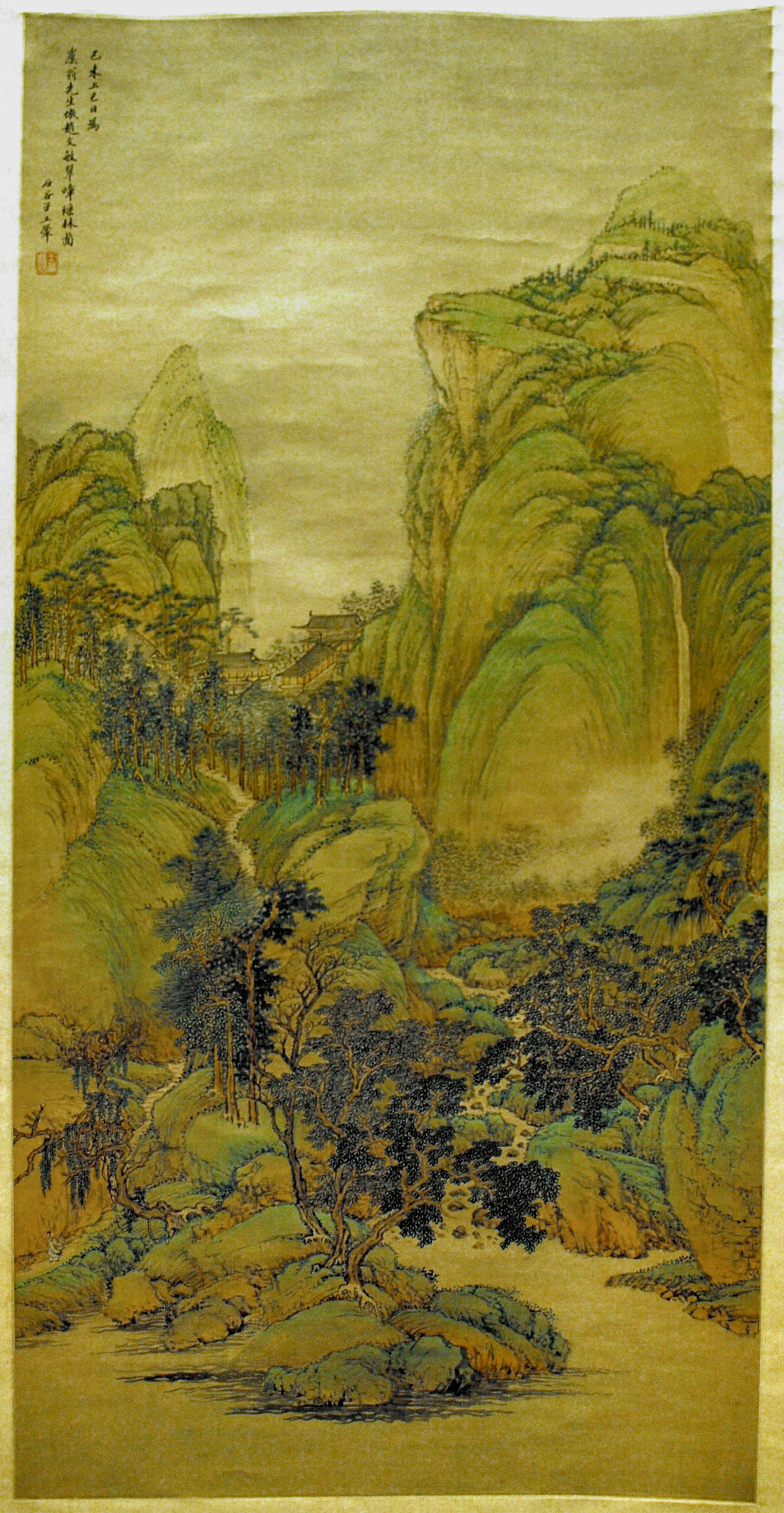
De schoonheid van groene bergen en rivieren (1679)
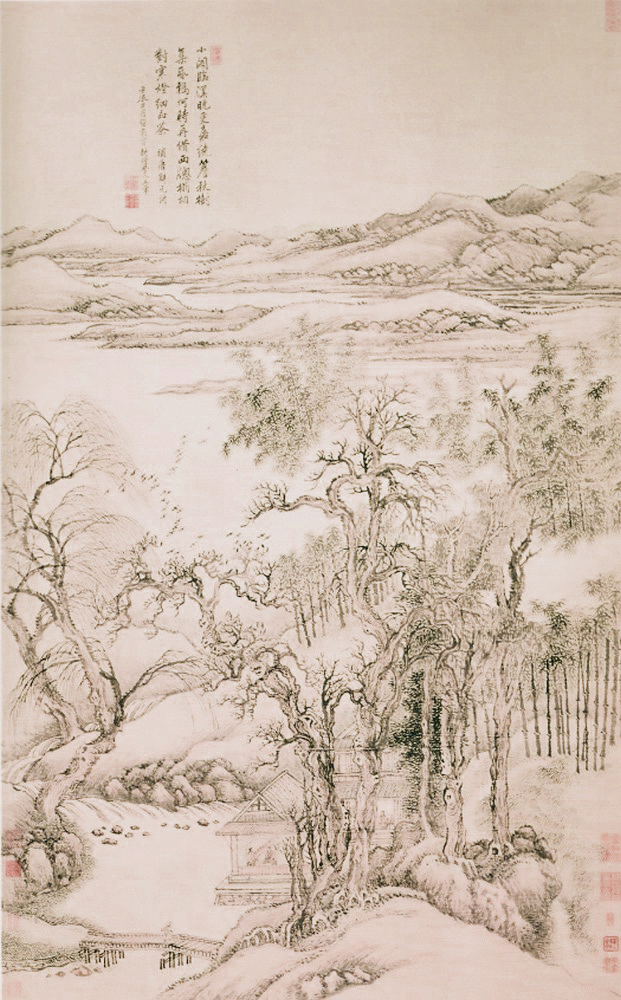
Boom in de herfst met kraaien (1712)

- Bibsys: 9011178
- Bibliothèque nationale de France: cb161042580 (data)
- Gemeinsame Normdatei: 137357427
- International Standard Name Identifier: 0000 0000 8145 2180
- Library of Congress Control Number: n81090298
- Bibliotheek van het Japanse parlement: 00527808
- Nationale Bibliotheek van Tsjechië: jo2010606329
- Nationale bibliotheek van Australië: 36606203
- Nationale Bibliotheek van Israël: 987007457454205171
- Nederlandse Thesaurus van Auteursnamen: 168337525
- Système universitaire de documentation: 13376351X
- Trove: 1323021
- Union List of Artist Names: 500327902
- Virtual International Authority File: 65330434
- WorldCat: E39PBJxWTjDdWrfJjwwCFbpHG3